# Tam, gdzie ty
Tam, gdzie ty (tytuł oryg. Down to You) – amerykańska młodzieżowa komedia romantyczna z 2000 roku.

## Obsada
- Freddie Prinze Jr. jako Alfred "Al" Connelly
- Julia Stiles jako Imogen
- Selma Blair jako Cyrus
- Shawn Hatosy jako Eddie Hicks
- Zak Orth jako Monk Jablonski
- Ashton Kutcher jako Jim Morrison
- Rosario Dawson jako Lana
- Lauren German jako dziewczyna
- Henry Winkler jako Ray Connelly
- Lucie Arnaz jako Judy Connelly

## Nagrody
- 2000: Teen Choice Award w kategorii najlepszy aktor (Prinze Jr.)
- 2000: Teen Choice Award (nominacja) w kategorii najlepsza aktorka (Stiles)
- 2000: Teen Choice Award (nominacja) w kategorii najlepsza komedia
- 2000: Teen Choice Award (nominacja) w kategorii najlepszy ekranowy romans (Prinze Jr., Stiles)